# Колонновидная яблоня
Колоннови́дная я́блоня — естественный клон яблони, у которой не образуется боковых ветвей. Ствол и вертикальные скелетные ветви колоновидной яблони (ветвление очень слабое) обрастают короткими плодовыми образованиями, и поэтому они буквально облеплены яблоками, как у облепихи. Благодаря этому её можно формировать в виде колонны — одним стволом.

## Происхождение
В 1964 году в Канаде, селении Келовна (провинция Британская Колумбия) на 50-летнем дереве сорта Мекинтош была обнаружена необычно большая ветвь без боковых разветвлений, покрытая кольчатками и копьецами с большим числом яблок. По договорённости с хозяином эта необычная спонтанная мутация была размножена и названа «Важак» (en:Wijcik McIntosh (англ.)). Для неё характерны слаборослость, короткие междоузлия и высокая облиственность; по сравнению с исходным сортом отношение длины междоузлия к толщине у него почти в два раза меньше. «Важак» имел невысокую степень урожайности и полученная исходная форма была использована для дальнейшей селекции колонновидных яблонь.
Первыми селекционерами были учёные Ист-Моллингской опытной станции (Ист-Моллингская опытная станция (англ.)) Фрэнк Олстон (F. H. Alston) и Кэн Тобат (K. R. Tobutt). В России пионером селекции колонновидных сортов яблони стал В. В. Кичина. В 1972 году пыльца «Важак» впервые попала в Россию и была использована в скрещивании с сортом «Коричное полосатое». В 1976 году из Канады были получены черенки «Важак» и черенки колонновидных гибридов из Англии.

## Биологическое описание
Исследованиями было обнаружено, что колонновидность обусловлена наличием гена Co.
Колонновидные гибриды различаются по силе роста так, что их группируют в пять групп: суперкарлики, карлики, полукарлики, среднерослые и сильнорослые.

### Характер ветвления
У колонновидных яблонь ветви отходят от ствола под острым углом и растут вдоль него, поэтому «колонна» без формировки напоминает пирамидальный тополь. Кроме этого, ствол у колонновидного дерева ненормально утолщён и покрыт мелкими обрастающими веточками, на концах которых формируются цветковые почки (кольчатки). Боковые ветки у колонновидных яблонь никогда не становятся такими мощными, как у обычных сортов. Побеги толстые, с очень укороченными междоузлиями. Большинство сортов колонновидных яблонь образуют некоторое количество боковых ветвей. У одного и того же сорта в различных условиях количество боковых ветвей может отличаться на порядок.
Сильнорослый подвой (как правило, это сеянцы Антоновки или Аниса) по сравнению с карликовым, способствует увеличению ветвления яблонь колонновидных сортов более чем в 3—4 раза, а среднерослый — в 1,5—3 раза.
Начиная с 4-го, а в некоторых случаях — и с 3-го года роста, боковое ветвление затухает (уменьшается). Вертикальный рост без боковых ответвлений реализуется только тогда, когда верхушечная почка не повреждена. В противном случае начинается ветвление.

## Сорта
В настоящее время в Госреестр включены колонновидные сорта яблонь: 'Валюта', 'Васюган', 'Диалог', 'Президент', 'Московское Ожерелье', 'Останкино', 'Таскан', 'Триумф', 'Сенатор', 'Червонец', 'Янтарное Ожерелье' и др.
Компактная форма яблони позволяет осуществлять сверхплотное размещение растений на площади сада (до 20 тысяч на 1 га). Сад из колонновидных деревьев даёт высокие урожаи со второго-третьего года после посадки и плодоносит до 15 лет.
В Китае был выведен колонновидный сорт 'Lujia-5', выход сока из плодов которого достигает 79,4 %.

## Достоинства
- Обладая карликовым типом роста, колонновидные яблони занимают очень мало места. На небольшом участке можно иметь десяток различных сортов.
- Скороплодность. Лучшие сорта вступают в плодоношение в год посадки и сразу могут дать 2-3 кг яблок.
- За растениями просто ухаживать.
- Небольшое растение можно полностью укрывать на зиму и получать гарантированный урожай даже в суровом климате.
- Колонновидные яблони декоративны как в период цветения, так и в период плодоношения[7].

## Недостатки
- Сравнительно небольшой урожай с одного дерева.
- На данный момент выведено недостаточное количество сортов летнего срока созревания и сортов, иммунных к парше, от которой яблони сильно страдают.
- Низкорослые колонновидные яблони находятся вблизи поверхности земли, поэтому особенно чувствительны к низкой температуре зимой. Причем, в первые годы часто страдают и цветковые почки, и кора, и древесина.
- Сложно приобрести качественный посадочный материал, так как питомники продают под видом колонновидных сортов, привитые на карликовый подвой, закреплённые плодоношением спуровые побеги (ветви с мутацией, проявляющейся ближним расположением почек и сильным утолщением относительно веток родительской формы).
- Невысокая морозостойкость из-за «рыхлой древесины».
- Колонновидные сорта часто повреждаются мышами. Защита от этих грызунов в виде мелкой пластиковой или металлической сетки обязательна[7].